# Identification pérenne généralisée des bovins
Pour les articles homonymes, voir IPG.
L'identification pérenne généralisée (IPG) est une obligation réglementaire qui est portée par l'animal grâce à des boucles au niveau de ses oreilles et sur son passeport.
L'IPG assure la traçabilité géographique des espèces bovine, ovine, caprine et porcine.
L'IPG est un numéro unique délivré par l'Établissement départemental de l'élevage (EDE) du lieu de naissance du bovin dans les 72 h après la naissance.